# 2021 en Chine
Cet article présente les faits marquants de l'année 2021 en Chine.

## Évènements
- 22 mars : attentat à Guangzhou.
- 29 avril : Tianhe, module central de la nouvelle station spatiale chinoise, est placé en orbite terrestre basse par une fusée Longue Marche 5B.
- 14 mai : Penpa Tsering est élu sikyong (président) de l'administration centrale tibétaine.
- 15 mai : Le rover Zhurong de l'Administration spatiale nationale chinoise a atterri avec succès à Utopia Planitia sur Mars, faisant de la Chine le troisième pays sur Terre à atteindre un atterrissage en douceur sur la planète.
- 16 aux 31 juillet : 44e session du Comité du patrimoine mondial en Chine.
- 20 juillet : de sévères inondations affectent la province du Henan.
- 12 septembre : élections législatives à Macao.
- 19 décembre : élections législatives à Hong Kong.